# جورج هنري كوان
جورج هنري كوان هو محامي وسياسي كندي، ولد في 17 يونيو 1858 في كندا، وتوفي في 20 سبتمبر 1935. حزبياً، نشط في حزب كندا المحافظ. وقد انتخب عضو مجلس العموم الكندي.